# Calyptrocalyx pauciflorus
Calyptrocalyx pauciflorus är en enhjärtbladig växtart som beskrevs av Odoardo Beccari. Calyptrocalyx pauciflorus ingår i släktet Calyptrocalyx och familjen Arecaceae. Inga underarter finns listade i Catalogue of Life.